# Quinta Aliyá
La Quinta Aliyá se refiere a la quinta ola de inmigración judía a Israel proveniente de Europa y Asia entre los años 1929 y 1939. Esta ola de inmigración se inició después de los matanza de Hebrón de 1929 y el regreso de la crisis económica en el Mandato Británico de Palestina. En 1939, al comenzar la Segunda Guerra Mundial y promulgarse el Libro Blanco, esta ola inmigratoria finalizó. 
Esta quinta ola, que comenzó como una acción de un grupo de pioneros idealistas, se convirtió pronto en una inmigración en masa de los judíos alemanes entre los años 1933 y 1935 debido a la persecución racial que sufrían en la Alemania nazi. Al estallar la Gran Revuelta Árabe en 1936, provocada precisamente por lo que los árabes consideraban excesiva inmigración judía a Palestina, se detuvo temporalmente la ola inmigratoria, pero durante los años 1938 y 1939 miles de nuevos inmigrantes llegaron, parte de ellos ilegalmente.
Según Chaim I. Waxman, en 1931-1939 llegaron 225 000 personas.

## Causas para la inmigración
Las causas que alentaron la Quinta Aliyá fueron:
- El auge de Hitler y el Partido Nazi en Alemania, provocó un gran pánico entre los judíos alemanes y de Europa Oriental, que no fueron autorizados a regresar a sus países de origen. Los judíos en la Alemania nazi sufrieron una gran ola de agresión antisemita y muchos decidieron emigrar a la Tierra de Israel en busca de una nueva vida. En agosto de 1933 se llegó a un acuerdo entre la Agencia Judía y las autoridades nazis. El acuerdo estipulaba que los judíos que vivían en Alemania y deseaban abandonar su país, podían hacerlo siempre que renunciaran a sus bienes y propiedades (como indicaba la legislación alemana en ese período). El acuerdo permitió que muchos judíos que huían de la persecución nazi se asentaran en Palestina.
- El intercambio de la administración colonial británica. El nuevo administrador colonial británico, Arthur Wauchope, estaba a favor de la inmigración y otorgó muchos permisos para los nuevos inmigrantes judíos, alentando así el crecimiento de la economía y el asentamiento sionista. Sin embargo, la situación cambió radicalmente a partir de la promulgación del Nuevo Libro Blanco.
- El cierre de la inmigración en los Estados Unidos. Desde 1924 Estados Unidos había decidido frenar la inmigración y mantener las puertas cerradas a la mayoría de los inmigrantes, a pesar de conocer la difícil situación por la que pasaban los judíos alemanes en Europa. Esto trajo como consecuencia un mayor deseo de instalarse en Palestina.
- El antisemitismo en el mundo aumentaba a niveles nunca antes vistos, principalmente en los regímenes de los países de Europa del Este, quienes adoptaron una política de antisemitismo que alentó a los disturbios y las persecuciones, con severas consecuencias económicas y limitaciones sociales a los judíos.

- Datos: Q609534
- Multimedia: Fifth Aliyah / Q609534